# アン・ゲデス
アン·ゲデス、MNZM（1956年9月13日 - ）は現在ニュージーランドで働く、オーストラリア生まれの写真家、服飾デザイナー、実業家。赤ちゃんや母親の描写が有名。典型的には、赤ちゃん、妖精。おとぎ話の生き物、花、小動物の格好をした幼児の写真の絵本がある。自分自身を「赤ちゃん愛好家(baby freak)」と呼んでいる。